# Walks like Rihanna
"Walks like Rihanna" é uma canção da banda britânica The Wanted, gravada para o seu terceiro álbum de estúdio Word of Mouth. Foi escrita e produzida por Dr. Luke e Cirkut, com auxílio de Edvard Forre Erfjord, Henrik Michelsen e Andy Hill na composição. O seu lançamento ocorreu a 10 de Maio de 2013 na iTunes Store da Austrália, através da Island Records para servir como primeiro single do disco. O título e letra do tema fazem referência à cantora barbadense Rihanna. 

## Videoclipe
The Wanted faz paródia aos videoclipes de Backstreet Boys, 'N Sync e Take That.

## Faixas e formatos
| Descarga digital (Irlanda e Reino Unido) |                      |         |  |
| N.º                                      | Título               | Duração |  |
| 1.                                       | "Walks like Rihanna" | 3:22    |  |

## Desempenho nas tabelas musicais

### Posições
| Tabela musical (2013)                         | Melhor posição |
| --------------------------------------------- | -------------- |
| Austrália (ARIA)                              | 32             |
| Bélgica (Ultratip Bubbling Under de Flandres) | 3              |
| Bélgica (Ultratip Bubbling Under da Valônia)  | 35             |
| Brasil (Brasil Hot 100 Airplay)               | 95             |
| Brasil (Brasil Hot Pop Songs)                 | 27             |
| República Checa (Rádio Top 100)               | 20             |
| Irlanda (IRMA)                                | 3              |
| Israel (Media Forest)                         | 6              |
| Países Baixos (Single Top 100)                | 88             |
| Escócia (Scottish Singles Chart)              | 2              |
| Eslováquia (Rádio Top 100)                    | 36             |
| Reino Unido (UK Singles Chart)                | 4              |

## Histórico de lançamento
| País           | Data                | Formato          | Editora discográfica |
| -------------- | ------------------- | ---------------- | -------------------- |
| Austrália      | 10 de Maio de 2013  | Descarga digital | Global Talent        |
| Estados Unidos | 28 de Maio de 2013  | Descarga digital | Global Talent        |
| Países Baixos  | 21 de Junho de 2013 | Descarga digital | Global Talent        |
| Suíça          | 21 de Junho de 2013 | Descarga digital | Global Talent        |
| Irlanda        | 23 de Junho de 2013 | Descarga digital | Global Talent        |
| Reino Unido    | 23 de Junho de 2013 | Descarga digital | Global Talent        |
| França         | 24 de Junho de 2013 | Descarga digital | Global Talent        |
| Portugal       | 24 de Junho de 2013 | Descarga digital | Global Talent        |